# ICD-10 Kapitel II - Svulster
 ICD-10 Kapitel II - Svulster er det andet kapitel i ICD-10 kodelisten. Kapitlet indeholder svulster.
| Kapitel II – Svulster (C00-D48)                                                                          |
| C00 - C96 - Kræft                                                                                        |
| C00-C09 - Kræft i læber, mundhule og svælg                                                               |
| --- |
| C00 - Læbekræft                                                                                          |
| C01 - Kræft i basis af tunge                                                                             |
| C02 - Kræft i andre og ikke specificerede dele af tungen                                                 |
| C03 - Kræft i tandkødet                                                                                  |
| C04 - Kræft i mundgulvet                                                                                 |
| C05 - Kræft i ganen                                                                                      |
| C06 - Kræft i andre og ikke specificerede dele af mundhulen                                              |
| C07 - Kræft i ørespytkirtel                                                                              |
| C08 - Kræft i andre og ikke specificerede store spytkirtler                                              |
| C09 - Kræft i tonsiller                                                                                  |
| C10-C14 - Kræft i svælg                                                                                  |
| C10 - Kræft i mundsvælget                                                                                |
| C11 - Kræft i næsesvælget                                                                                |
| C12 - Kræft i recessus piriformis                                                                        |
| C13 - Kræft i hypopharynx                                                                                |
| C14 - Kræft med andre og dårligt specificerede lokalisationer i læbe, mundhule og svælg                  |
| C15-C26 - Kræft i fordøjelsesorganer                                                                     |
| C15 - Kræft i spiserøret                                                                                 |
| C16 - Kræft i mavesækken                                                                                 |
| C17 - Kræft i tyndtarmen                                                                                 |
| C18 - Kræft i tyktarmen                                                                                  |
| C20 - Kræft i endetarmen                                                                                 |
| C21 - Kræft i endetarmsåbningen og analkanalen                                                           |
| C22 - Leverkræft                                                                                         |
| C23 - Kræft i galdeblæren                                                                                |
| C24 - Kræft i andre og ikke specificerede dele af galdeveje                                              |
| C25 - Kræft i bugspytkirtlen                                                                             |
| C26 - Kræft i andre og dårligt specificerede fordøjelsesorganer                                          |
| C30-C39 - Kræft i åndedrætsorganer og organer i brysthulen                                               |
| C30 - Kræft i næsehulen og mellemøret                                                                    |
| C31 - Kræft i bihuler                                                                                    |
| C32 - Kræft i strubehovedet                                                                              |
| C33 - Kræft i luftrøret                                                                                  |
| C34 - Kræft i bronkier og lunge                                                                          |
| C37 - Kræft i thymus                                                                                     |
| C38 - Kræft i hjerte, mediastinum og lungehinde                                                          |
| C39 - Kræft med andre og dårligt specificerede lokalisationer i åndedrætsorganer og organer i brysthulen |
| C40-C41 - Kræft i knogler og ledbrusk                                                                    |
| C40 - Kræft i knogler og ledbrusk i ekstremiteter                                                        |
| C41 - Kræft i knogler og ledbrusk med andre og ikke specificerede lokalisationer                         |
| C43-C44 - Modermærkekræft i hud og anden hudkræft                                                        |
| C43 - Modermærkekræft i huden                                                                            |
| C44 - Anden hudkræft                                                                                     |
| C45-C49 - Kræft i mesotel, bindevæv og andet bløddelsvæv                                                 |
| C45 - Maligne mesoteliomer                                                                               |
| C46 - Kaposis sarkom                                                                                     |
| C47 - Kræft i perifere nerver og autonome nervesystem                                                    |
| C48 - Kræft i bughinden og i bughulens bagvæg                                                            |
| C49 - Kræft i andet bindevæv og bløddelsvæv                                                              |
| C50 - Brystkræft                                                                                         |
| C50 - Brystkræft                                                                                         |
| C51-C58 - Kræft i kvindelige kønsorganer                                                                 |
| C51 - Kræft i ydre kvindelige kønsorganer                                                                |
| C52 - Kræft i vagina                                                                                     |
| C53 - Kræft i livmoderhalsen                                                                             |
| C54 - Kræft i livmoderen                                                                                 |
| C55 - Kræft i livmoderen uden nærmere specificeret lokalisation                                          |
| C56 - Kræft i æggestok                                                                                   |
| C57 - Kræft i andre og ikke specificerede kvindelige kønsorganer                                         |
| C58 - Kræft i moderkagen                                                                                 |
| C60-C63 - Kræft i mandlige kønsorganer                                                                   |
| C60 - Kræft i penis                                                                                      |
| C61 - Kræft i blærehalskirtlen                                                                           |
| C62 - Testikelkræft                                                                                      |
| C63 - Kræft i andre og ikke specificerede mandlige kønsorganer                                           |
| C64-C68 - Kræft i nyre og urinveje                                                                       |
| C64 - Nyrekræft                                                                                          |
| C65 - Kræft i nyrebækken                                                                                 |
| C66 - Kræft i urinleder                                                                                  |
| C67 - Kræft i urinblæren                                                                                 |
| C68 - Kræft i andre og ikke specificerede urinorganer                                                    |
| Kræft i øje, hjerne og andre dele af centralnervesystem C69-C72                                          |
| C69 - Kræft i øje og omgivende strukturer                                                                |
| C70 - Kræft i hjernehinden og rygmarvshinden                                                             |
| C71 - Kræft i hjernen                                                                                    |
| C72 - Kræft i rygmarv, kranienerver og andre dele af centralnervesystemet                                |
| C73-C75 - Kræft i skjoldbruskkirtel og andre endokrine kirtler                                           |
| C73 - Kræft i skjoldbruskkirtlen                                                                         |
| C74 - Kræft i binyre                                                                                     |
| C75 - Kræft i andre endokrine kirtler og lignende strukturer                                             |
| C76-C80 - Kræft med dårligt specificerede, sekundære og ikke specificerede lokalisationer                |
| C76 - Kræft med andre og dårligt specificerede lokalisationer                                            |
| C77 - Metastaser og ikke nærmere specificeret kræft i lymfeknuder                                        |
| C78 - Metastaser i åndedrætsorganer og fordøjelsessystemet                                               |
| C79 - Metastaser i andre specificerede lokalisationer                                                    |
| C80 - Ikke nærmere specificeret kræft (ukendt primærtumor)                                               |
| C81-C96 - Kræft i lymfatisk og bloddannende væv                                                          |
| C81 - Hodgkin lymfomer                                                                                   |
| C82 - Follikulære lymfomer                                                                               |
| C83 - Ikke-follikulære lymfomer                                                                          |
| C84 - Modne NK/T-celle lymfomer                                                                          |
| C85 - Andre og ikke specificerede non-Hodgkin lymfomer                                                   |
| C86 - Andre NK/T-celle lymfomer                                                                          |
| C88 - Maligne immunoproliferative sygdomme                                                               |
| C90 - Maligne plasmacelle neoplasier                                                                     |
| C91 - Lymfatiske leukæmier                                                                               |
| C92 - Myeloide leukæmier                                                                                 |
| C93 - Monocytære leukæmier                                                                               |
| C94 - Andre leukæmier af specificerede celletyper                                                        |
| C95 - Leukæm#Leukæmier af ikke specificeret celletype                                                    |
| C96 - Andre og ikke specificerede maligne neoplasier fra lymfoidt og hæmatopoietisk væv                  |
| D00-D09 - Carcinoma in situ                                                                              |
| D00 - Carcinoma in situ på læber, i mundhulen, spiserøret og mavesækken                                  |
| D01 - Carcinoma in situ i andre og ikke specificerede fordøjelsesorganer                                 |
| D02 - Carcinoma in situ i mellemøre og åndedrætsorganer                                                  |
| D03 - Melanoma in situ                                                                                   |
| D04 - Carcinoma in situ i huden                                                                          |
| D05 - Carcinoma in situ i bryst                                                                          |
| D06 - Carcinoma in situ i livmoderhalsen                                                                 |
| D07 - Carcinoma in situ med andre og ikke specificerede lokalisationer i kønsorganer                     |
| D09 - Carcinoma in situ med andre eller ikke specificerede lokalisationer                                |
| D10-D36 - Godartede neoplasmer                                                                           |
| D10 - Godartede tumorer i læber, mundhulen og svælget                                                    |
| D11 - Godartede tumorer i store spytkirtler                                                              |
| D12 - Godartede tumorer i tyktarmen, endetarmen og endetarmsåbningen                                     |
| D13 - Godartede tumorer i andre og dårligt specificerede dele af fordøjelsessystemet                     |
| D14 - Godartede tumorer i mellemøre og åndedrætsorganer                                                  |
| D15 - Godartede tumorer i andre og dårligt specificerede lokalisationer i brysthulen                     |
| D16 - Godartede tumorer i knogle og ledbrusk                                                             |
| D17 - Lipomer                                                                                            |
| D18 - Godartede tumorer i blodkar og lymfekar                                                            |
| D19 - Godartede tumorer i mesotelialt væv                                                                |
| D20 - Godartede tumorer i bindevæv i peritoneum og retroperitoneum                                       |
| D21 - Andre godartede tumorer i bindevæv og andre bløddele                                               |
| D22 - Nævus                                                                                              |
| D23 - Andre godartede tumorer i huden                                                                    |
| D24 - Godartede tumorer i mamma                                                                          |
| D25 - Fibromyom i livmoderen                                                                             |
| D26 - Andre godartede tumorer i livmoderen                                                               |
| D27 - Godartede tumorer i æggestok                                                                       |
| D28 - Godartede tumorer i andre og ikke specificerede kvindelige kønsorganer                             |
| D29 - Godartede tumorer i mandlige kønsorganer                                                           |
| D30 - Godartede tumorer i nyrer og urinveje                                                              |
| D31 - Godartede tumorer i øje og omgivende strukturer                                                    |
| D32 - Godartede tumorer i hjernehinder og rygmarvshinder                                                 |
| D33 - Godartede tumorer i hjernen og andre dele af centralnervesystemet                                  |
| D34 - Godartede tumorer i skjoldbruskkirtlen                                                             |
| D35 - Godartede tumorer i andre og ikke specificerede endokrine kirtler                                  |
| D36 - Godartede tumorer med anden eller ikke specificeret lokalisation                                   |
| D37-D48 - Tumorer af usikker eller ukendt karakter                                                       |
| D37 - Tumorer i mundhule og fordøjelsesorganer af usikker og ukendt karakter                             |
| D38 - Tumorer i mellemøre, åndedrætsorganer og organer i brysthulen af usikker og ukendt karakter        |
| D39 - Tumorer i kvindelige kønsorganer af usikker og ukendt karakter                                     |
| D40 - Tumorer i mandlige kønsorganer af usikker og ukendt karakter                                       |
| D41 - Tumorer i nyre og urinveje af usikker og ukendt karakter                                           |
| D42 - Tumorer i hjerne- og rygmarvshinder af usikker og ukendt karakter                                  |
| D43 - Tumorer i hjerne og hjernenerver af usikker og ukendt karakter                                     |
| D44 - Tumorer i endokrine kirtler af usikker og ukendt karakter                                          |
| D45 - Polycythaemia vera                                                                                 |
| D46 - Myelodysplastiske syndromer                                                                        |
| D47 - Andre neoplasier fra lymfoidt og hæmatopoietisk væv af usikker og ukendt karakter                  |
| D48 - Tumorer af usikker og ukendt karakter med andre og ikke nærmere specificerede lokalisationer       |

| Lægevidenskab | Spire Denne artikel om lægevidenskab er en spire som bør udbygges. Du er velkommen til at hjælpe Wikipedia ved at udvide den. |